# Martín Pastells y Papell
Martín Pastells y Papell (Figueras, 25 de mayo de 1856-Canillejas, 29 de septiembre de 1926) fue un arquitecto español. Trabajó como arquitecto municipal en Zamora y Alcalá de Henares, y fue catedrático de Resistencia de los Materiales e Hidráulica en la Escuela de Arquitectura.

## Biografía
Nació en Figueras (Gerona) el 25 de mayo de 1856, hijo de Pedro Pastells y de Catalina Papell. Se casó con Carmen Peñuelas Sánchez, con la que tuvo tres hijas (María-Luisa, María del Carmen y Catalina).
Logró su licenciatura en arquitectura en Madrid el 14 de marzo de 1885. Como arquitecto fue uno de los promotores de la Arquitectura de Ladrillos de finales del siglo XIX en España, derivando en algunas ocasiones hacia el Neomudéjar. En 1914 fue nombrado profesor numerario de Conocimiento de Materiales, Análisis, salubridad e Higiene de Edificios. En 1919 logra la cátedra de Materiales e Hidráulica en la Escuela de Arquitectura, siendo compañero en aquella época de Antonio Palacios Ramilo. 
En 1926 se jubila como catedrático. Ese mismo año, falleció el 29 de septiembre en su domicilio del entonces municipio madrileño de Canillejas.

## Obra
Desde 1886 hasta 1889 fue arquitecto municipal de Zamora, donde diseñó su plaza de toros en 1888; y al año siguiente la iglesia del convento de Santa Marina. También intervino en la Puerta de San Torcuato de la muralla, y en la reforma de la escalinata de la puerta sur de la catedral de Zamora. 

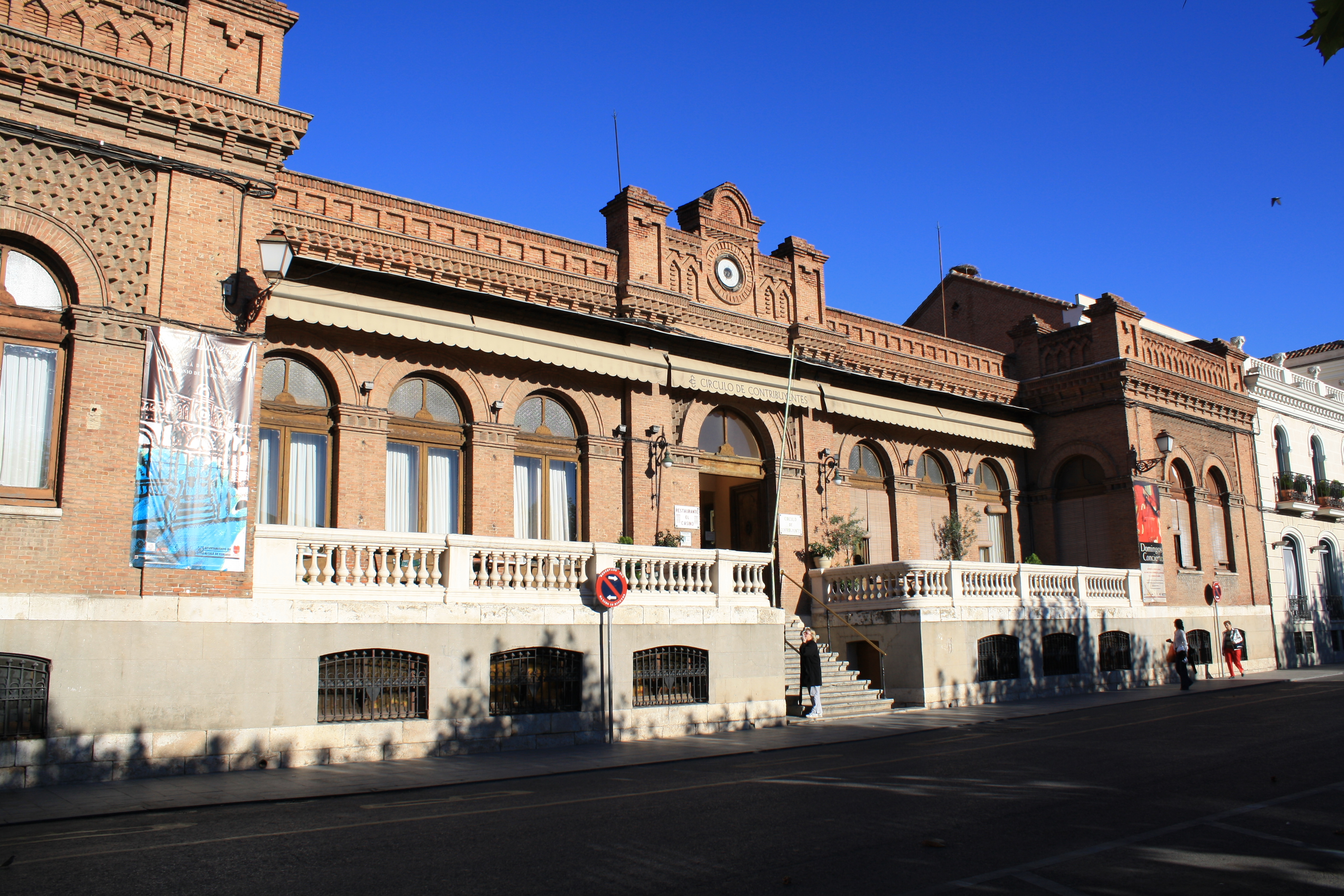
Círculo de Contribuyentes de Alcalá de Henares (1893).

Desde el 19 de junio de 1889 hasta el 14 de septiembre de 1923 fue el arquitecto municipal de Alcalá de Henares, diseñando numerosas obras: el cementerio municipal (1890), la casa n.º 90 de la Calle Mayor (1890), el Círculo de Contribuyentes o casino (1893), una fábrica de electricidad en la calle Cardenal Sandoval (1894), el Quiosco de la Música en la plaza de Cervantes (1898), la ampliación del Matadero Municipal de reses (1898) y el Hotel Cervantes (1916). Además, fue responsable de numerosos proyectos de reforma interior de la ciudad, como el diseño de nuevos espacios urbanos, el alineamiento de calles y la explanación de espacios públicos como la plaza de los Santos Niños, hasta entonces enteramente ocupada por edificaciones.

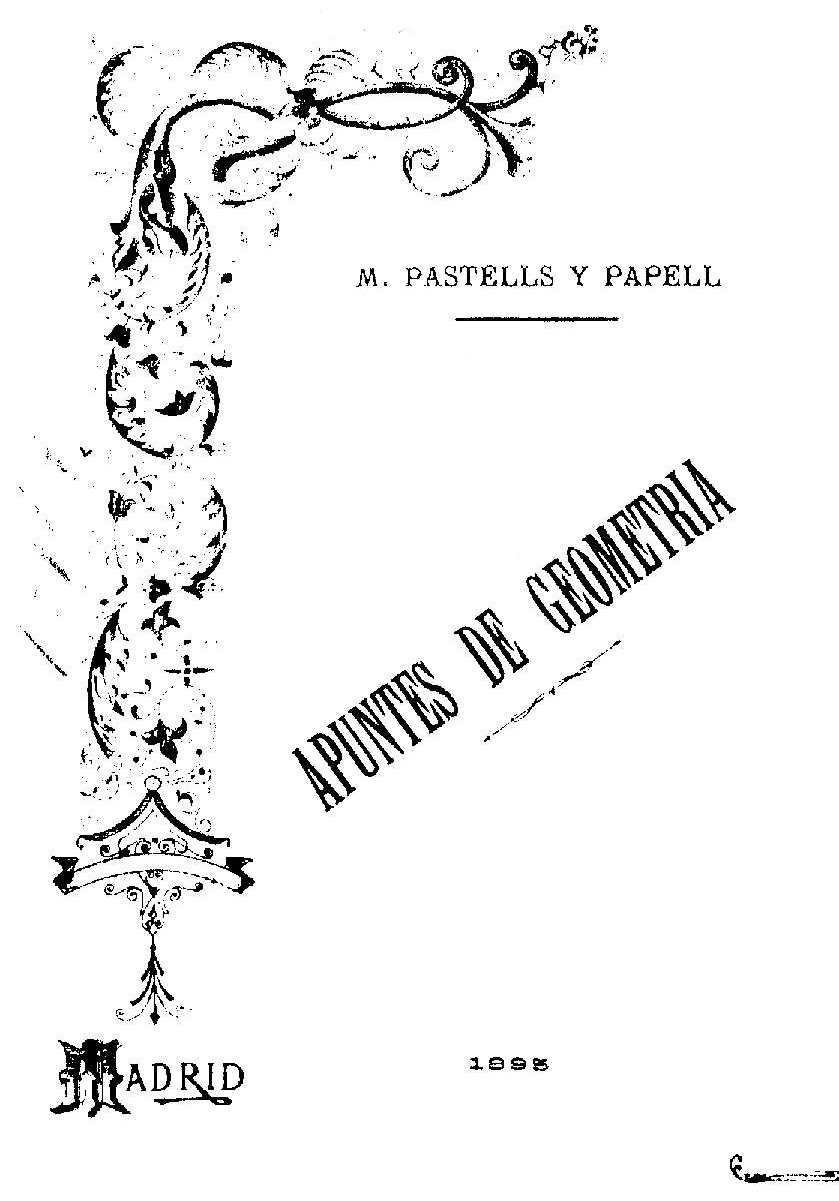
Portada del libro Apuntes de geometría (1895).

En 1895 publicó el libro Apuntes de geometría.

## Reconocimiento
- En 1894 fue nombrado académico correspondiente por Madrid de la Real Academia de Bellas Artes de San Fernando.